# M.A. Goltison
M.A. Goltison, fullständigt namn Mihail Aleksandrovitsh Goltison, född 28 oktober 1870 i Kronstadt, död 28 februari 1914 i S:t Petersburg, var en rysk tenorsångare och musikkritiker. Goltison var den förste finländske sångaren att göra skivinspelningar.
1901 gjorde Goltison 13 skivinspelningar i S:t Petersburg och fyra av dessa gjordes med finska sånger; Kreivin sylissä istunut, Suomen laulu, Suomen salossa (Honkain keskellä) och Tuoll' on mun kultani. Samtliga inspelningar gjordes till pianoackompanjemang. Senare under hösten 1901 gjorde Mooses Putro och dennes kör Suomalainen lauluseura skivinspelningar i S:t Petersburg. Efter skivinspelningarna deltog Goltison i musikfestivaler i Tartu.